# Bahnhof Den Haag HS

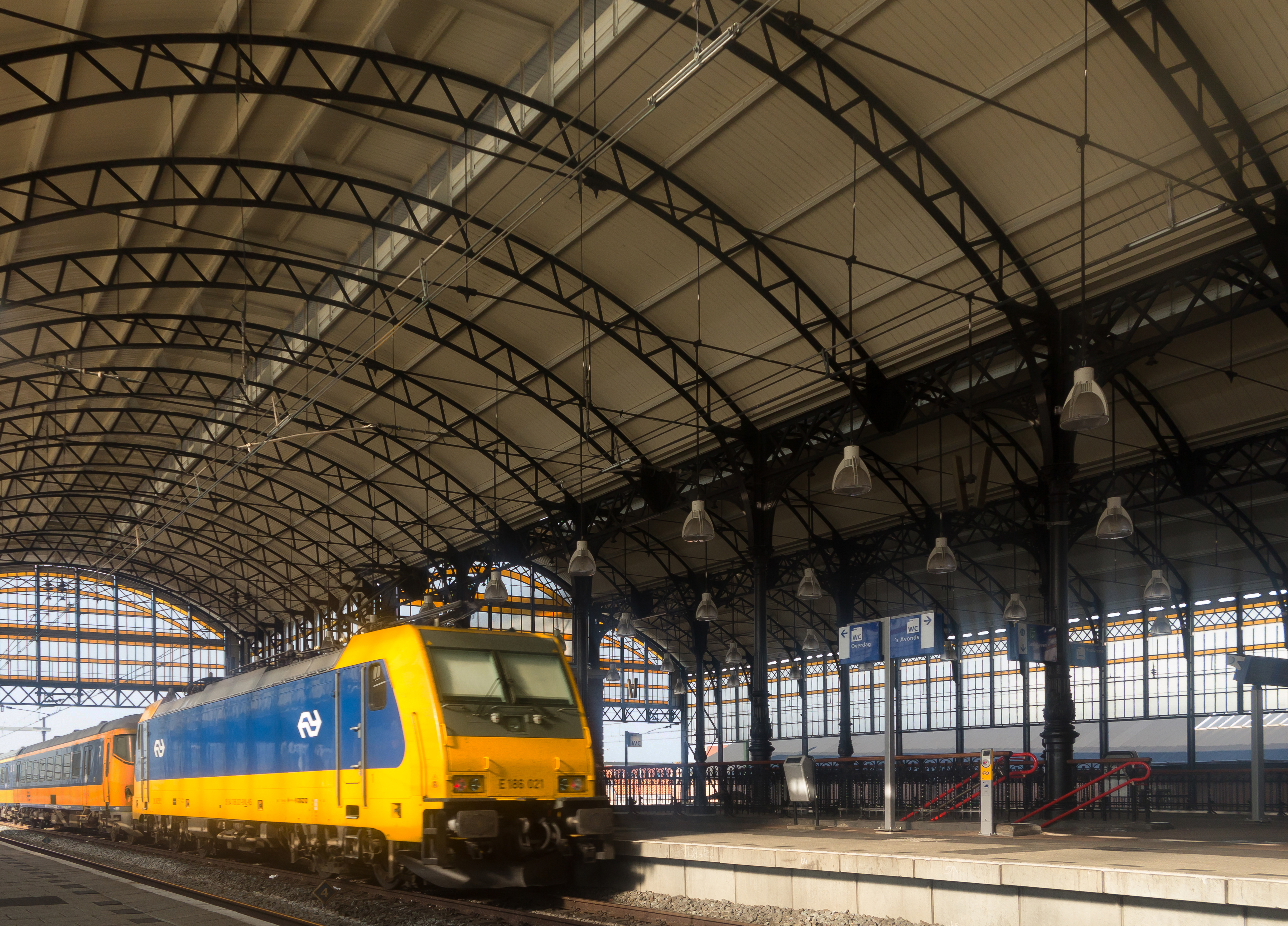
Abfahrender Zug am Bahnhof Den Haag Hollands Spoor

Der Bahnhof Den Haag HS oder Bahnhof Den Haag Hollands Spoor ist der älteste Bahnhof der Stadt Den Haag in den Niederlanden. Er ist neben Den Haag Centraal einer der beiden Fernverkehrsbahnhöfe der Stadt und hat sechs Bahnsteige.

## Geschichte
Der Bahnhof wurde 1843 eröffnet, als die Bahnstrecke Oude Lijn („alte Linie“), die älteste Bahnstrecke der Niederlande, die von Amsterdam nach Leiden führte, bis nach Den Haag verlängert wurde. Der Name Hollands Spoor bezieht sich auf die älteste Eisenbahngesellschaft der Niederlande, die Hollandsche IJzeren Spoorweg-Maatschappij. Das ursprüngliche Bahnhofsgebäude wurde 1891 durch das jetzige ersetzt. Architekt war D.A.N. Margadant (1849–1915), der auch das Bahnhofsgebäude von Haarlem entwarf.

## Planungen
Der Bahnhof soll einen neuen Eingang am Laakhaven erhalten, wo außerdem ein neuer Vorplatz entstehen soll. Dafür soll die unterirdische Passage verlängert werden und an der südöstlichen Seite an den neuen Bahnhofseingang anschließen. Auf dem Dach des Eingangs soll eine neue Fahrradstation angelegt werden, die Platz für 2500 Fahrräder bieten soll. Im Bereich der erweiterten Passage sollen neue Ladenlokale eingerichtet werden. Der Vorplatz am neuen Eingang soll von der Gemeinde Den Haag gestaltet werden. Des Weiteren soll der Bahnhofsplatz am Haupteingang erneuert werden und über hochwertige Straßenbahnhaltestellen verfügen. Ebenso soll die Anbindung an das Stadtzentrum für Fußgänger und Radfahrer verbessert werden. Die Bauarbeiten sind seit 2017 im Gange und werden im Auftrag der Gemeinde Den Haag durchgeführt.

## Streckenverbindungen
Am Bahnhof Den Haag HS verkehren im Jahresfahrplan 2022 folgende Linien:
| Zugtyp    | Linienverlauf | Frequenz |
| --------- | --- | --- |
| Intercity | Den Haag Centraal – Den Haag HS – Delft – Rotterdam Centraal – Breda – Tilburg – Eindhoven Centraal | halbstündlich |
| Intercity | Utrecht Centraal – Amsterdam Centraal – Schiphol Airport – Den Haag HS – Rotterdam Centraal | stündlich (Nachtnet) |
| Intercity | Amsterdam Centraal – Amsterdam Sloterdijk – Haarlem – Leiden Centraal – Den Haag HS – Delft – Rotterdam Centraal – Dordrecht – Roosendaal – Vlissingen                                                     | halbstündlich (hält stündlich sowie abends und am Wochenende ganztägig an allen Bahnhöfen zwischen Bergen op Zoom und Vlissingen) |
| Intercity | Lelystad Centrum – Almere Centrum – Amsterdam Zuid – Schiphol Airport – Leiden Centraal – Den Haag HS – Delft – Rotterdam Centraal – Dordrecht                                                             | halbstündlich (fährt nicht nach 20 Uhr)                                                                                           |
| Intercity | Arnhem Centraal – Ede-Wageningen – Utrecht Centraal – Amsterdam Zuid – Schiphol Airport – Leiden Centraal – Den Haag HS – Delft – Schiedam Centrum – Rotterdam Centraal                                    | halbstündlich (kein Verkehr nach 20 Uhr und am Wochenende)                                                                        |
| Intercity | Dordrecht – Rotterdam Centraal – Schiedam Centrum – Delft – Den Haag HS – Leiden Centraal – Schiphol Airport – Amsterdam Zuid – Utrecht Centraal – ’s-Hertogenbosch – Eindhoven Centraal – Helmond – Venlo | halbstündlich (fährt nur abends und sonntags)                                                                                     |
| Sprinter  | Den Haag Centraal – Den Haag HS – Delft – Rotterdam Centraal – Dordrecht | halbstündlich |
| Sprinter  | Den Haag Centraal – Den Haag HS – Delft – Rotterdam Centraal – Dordrecht | halbstündlich |

## Weblinks

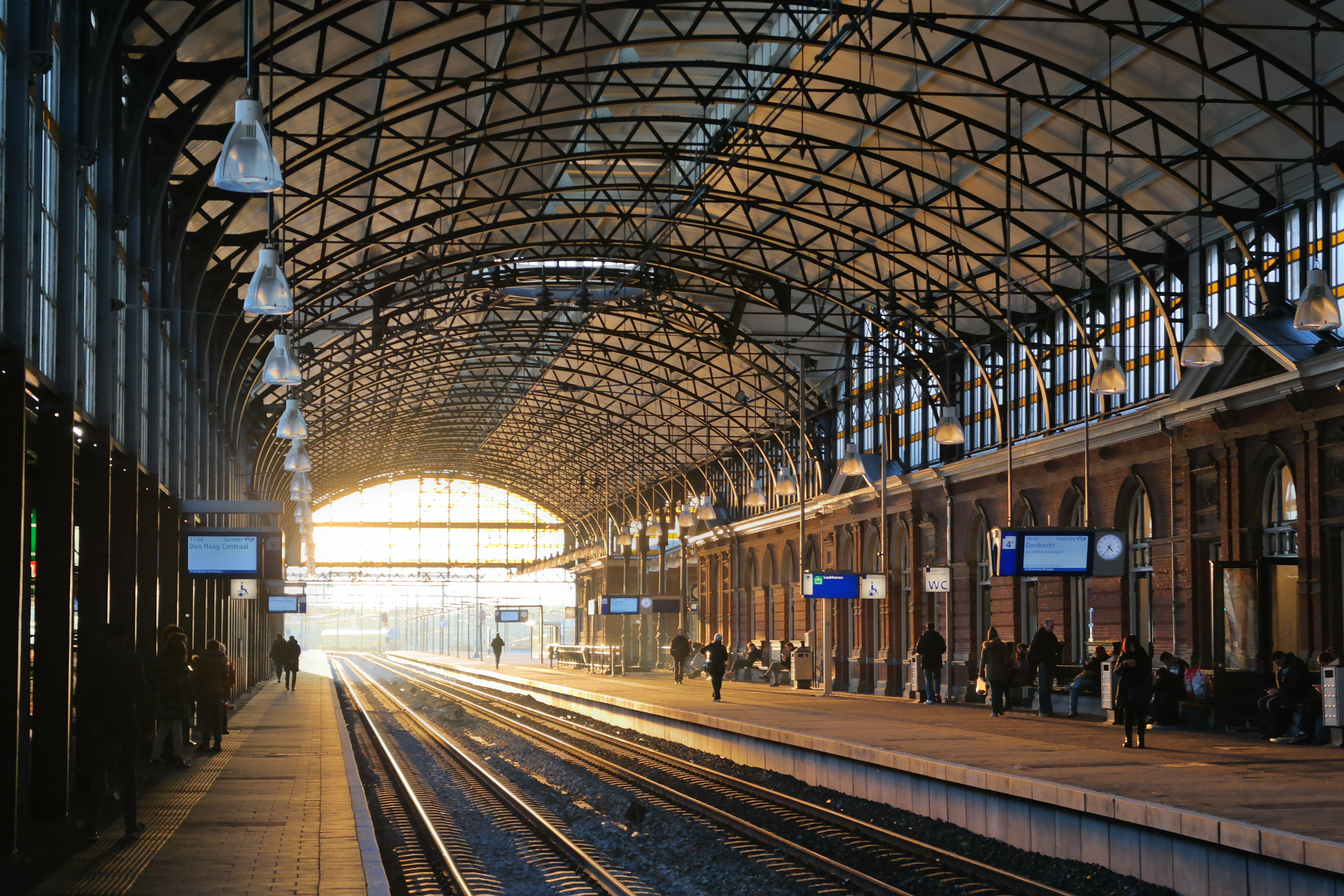
Innenansicht